# Abakavir/lamivudin
Abakavir/lamivudin, pod tržnim imenom Kivexa in drugimi, je protiretrovirusno zdravilo za zdravljenje HIV/aidsa. Gre za kombinirano zdravilo dveh učinkovin, abakavirja in lamivudina. Načeloma se uporablja v kombinaciji z drugimi protiretrovirusnimi zdravili. Pogosto se uporablja kot sestavina priporočenih protiretrovirusnih shem zdravljenja pri otrocih. Uporablja se z zaužitjem (peroralno) v obliki tablet.
Med pogostimi neželenimi učinki, ki jih povzroča zdravilo, so težave s spanjem, glavobol, depresija, utrujenost, slabost, izpuščaj in vročina. Med hude neželene učinke spadajo laktična acidoza (povišane vrednosti laktata v krvi), preobčutljivostna reakcija in hepatomegalija (nenormalno povečana jetra). Uporaba kombinacije abakavirja in lamivudina se odsvetuje pri ljudeh z določenim genom, imenovanim HLA-B*5701. Varnost uporabe zdravila med nosečnostjo ni bilo obsežno raziskano v raziskavah, vendar podatki kažejo, da je sprejemljiva. Lamivudin in abakavir spadata v skupino nukleozidnih zaviralcev reverzne transkriptaze (NRTI).
Kombinirano zdravilo abakavir/lamivudin je v ZDA in v EU prejelo dovoljenje za promet leta 2004. Uvrščeno je na seznam osnovnih zdravil Svetovne zdravstvene organizacije, ki zajema najpomembnejša učinkovita in varna zdravila, potrebna za zagotavljanje osnovne zdravstvene oskrbe.

### Tržna imena
V večini držav, tudi v Sloveniji, je na tržišču pod tržnim imenom Kivexa, v ZDA pa pod imenom Epzicom. Trži ga farmacevtsko podjetje ViiV Healthcare.